# Ferdi Kadıoğlu
Ferdi Erenay Kadıoğlu (Arnhem, 7 oktober 1999) is een Turks-Nederlands voetballer die doorgaans speelt als linksback. Hij maakte in de zomer van 2024 de overstap van Fenerbahçe naar Brighton & Hove Albion. Kadıoğlu debuteerde in 2021 in het Turks voetbalelftal.

## Clubcarrière

### N.E.C.
Kadıoğlu begon met zijn vierjarige leeftijd met voetballen bij AZ 2000 waar zijn vader tevens trainer was van zijn team. Op zijn zevende maakte hij de overstap naar ESA onder leiding van trainer Ferry Tip, destijds ook voetbalscout bij Vitesse / AGOVV. Daar werd hij op zevenjarige leeftijd gescout door N.E.C.. Gedurende acht jaar werd hij opgeleid in Nijmegen en in de zomer van 2016 werd de middenvelder doorgeschoven naar het eerste elftal. Hij tekende een contract voor drie seizoenen, tot 2019. Tijdens de vierde speelronde in de Eredivisie mocht hij debuteren onder trainer Peter Hyballa, toen hij op 28 augustus 2016 twee minuten voor tijd inviel voor Reagy Ofosu in de met 2-0 verloren wedstrijd tegen AZ. In de na strafschoppen verloren bekerwedstrijd tegen ADO Den Haag op 21 september maakte Kadıoğlu voor het eerst deel uit van de basiself. Hij werd na 58 minuten gewisseld voor Janio Bikel. Op 30 oktober maakte hij als invaller in een uitwedstrijd tegen FC Utrecht (1-1) zijn eerste doelpunt in de Eredivisie. Met 17 jaar en 23 dagen verbrak hij daarmee het record van Jan Peters als jongste doelpuntenmaker ooit in dienst van N.E.C. In de volgende wedstrijd tegen FC Groningen scoorde hij meteen zijn tweede treffer in de Eredivisie. Op 2 april 2017 scoorde Kadıoğlu in de met 2-1 verloren Gelderse derby tegen Vitesse. Op 28 mei 2017 degradeerde hij met N.E.C. naar de Eerste divisie.  
Na de met 2-0 gewonnen thuiswedstrijd met RKC Waalwijk in 2018 maakten N.E.C. en Kadıoğlu bekend het contract van de middenvelder te hebben verlengd tot de zomer van 2021. In het seizoen 2017/18 was Kadioğlu in de Eerste divisie goed voor zeven goals en twaalf assists. Alleen Arnaut Danjuma en Anass Achahbar waren in alle competities dat seizoen bij meer doelpunten betrokken dan de op dat moment 18-jarige middenvelder. In de halve finale van de play-offs om promotie verloor N.E.C. van FC Emmen. Zonder promotie bleek Kadioğlu onhoudbaar voor N.E.C., waarvoor hij in twee seizoenen tot 70 wedstrijden, twaalf doelpunten en zestien assists kwam. 

### Fenerbahçe
Op 14 juli 2018 werd bekend dat Kadıoğlu een contract voor vier seizoenen had getekend bij Fenerbahçe, waar Phillip Cocu op dat moment trainer was. Hij werd echter vroeg in het seizoen al ontslagen. Kadioğlu debuteerde onder de nieuwe trainer Ersun Yanal op 20 december 2018 in het eerste team in de bekerwedstrijd bij Giresunspor (2-5) als invaller na 77 minuten voor Mehmet Ekici. Dat bleek zijn enige wedstrijd dat seizoen. 
In de eerste wedstrijd van het volgende seizoen scoorde Kadioğlu als invaller tegen Gaziantep FK zijn eerste goal voor Fener. Op 4 juli 2020 scoorde hij beide doelpunten in een 2-1 overwinning op Göztepe SK. Dat seizoen kwam hij, vooral als linksbuiten, tot 31 wedstrijden in alle competities en was hij goed voor zes goals en vijf assists. Het seizoen erna was hij minder belangrijk, hij scoorde slechts één keer en gaf vier assists in 30 wedstrijden. 
Het seizoen 2021/22 was voor Kadioğlu een belangrijke in zijn ontwikkeling. Dat seizoen werd er namelijk met een vijfmansverdediging gespeeld en Kadioğlu werd gebruikt voor beide wingbackposities. Slechts drie spelers, Kim Min-jae, Bright Osayi-Samuel en Attila Szalai speelden dat seizoen meer minuten dan Kadioğlu, die op dat moment nog steeds pas 21 jaar was. Halverwege dat seizoen ging Fenerbahçe terug naar een systeem met vier verdedigers, maar Kadioğlu bleef op beide kanten als back spelen. Hij debuteerde aan het einde van het seizoen voor het nationale elftal van Turkije, als linksback. 
Het seizoen 2022/23 viel Kadioğlu op door zijn veelzijdigheid. Hij speelde het merendeel van zijn wedstrijd als rechter(vleugel)verdediger, maar op 29 april 2023 was hij als linksbuiten goed voor twee doelpunten tegen Sivasspor. Na Szalai was hij dat seizoen de speler met de meeste minuten. Hij speelde liefst 48 wedstrijden en was goed voor vier goals en vijf assists. In zijn zesde seizoen in Turkije miste hij slechts één competitiewedstrijd en speelde hij liefst 51 wedstrijden (drie goals, vijf assists). Hierdoor kwam hij steeds meer in de belangstelling van Europese clubs te staan. Hij speelde in totaal 204 wedstrijden voor Fenerbahçe, waarin hij goed was voor achttien goals en 22 assists.  

### Brighton & Hove Albion
Op 27 augustus 2024 werd bekend dat Brighton & Hove Albion Kadioğlu voor een bedrag van 30 miljoen euro overnam van Fenerbahçe, waarmee hij het record evenaarde als duurste speler gekocht uit de Süper Lig. Een half jaar eerder werd Sacha Boey voor hetzelfde bedrag overgenomen door Bayern München van Galatasaray. Kadıoğlu tekende een contract voor vier seizoenen tot de zomer van 2028.

## Clubstatistieken
| Seizoen | Club       | Competitie     | Competitie | Competitie | Beker | Beker | Internationaal | Internationaal | Totaal | Totaal |
| Seizoen | Club       | Competitie     | Wed.       | Dlp.       | Wed.  | Dlp.  | Wed.           | Dlp.           | Wed.   | Dlp.   |
| ------- | ---------- | -------------- | ---------- | ---------- | ----- | ----- | -------------- | -------------- | ------ | ------ |
| 2016/17 | N.E.C.     | Eredivisie     | 30         | 4          | 1     | 0     | —              | —              | 31     | 4      |
| 2017/18 | N.E.C.     | Eerste divisie | 36         | 7          | 3     | 1     | —              | —              | 39     | 8      |
| 2018/19 | Fenerbahçe | Süper Lig      | 0          | 0          | 1     | 0     | —              | —              | 1      | 0      |
| 2019/20 | Fenerbahçe | Süper Lig      | 23         | 4          | 8     | 2     | —              | —              | 31     | 6      |
| 2020/21 | Fenerbahçe | Süper Lig      | 26         | 1          | 4     | 0     | —              | —              | 30     | 1      |
| 2021/22 | Fenerbahçe | Süper Lig      | 28         | 2          | 1     | 0     | 9              | 1              | 38     | 3      |
| 2022/23 | Fenerbahçe | Süper Lig      | 32         | 3          | 6     | 1     | 10             | 0              | 48     | 4      |
| 2023/24 | Fenerbahçe | Süper Lig      | 37         | 1          | 2     | 0     | 12             | 2              | 51     | 3      |
| 2024/25 | Fenerbahçe | Süper Lig      | 2          | 0          | 0     | 0     | 3              | 1              | 5      | 1      |
| 2024/25 | Brighton   | Premier League | 6          | 1          | 2     | 1     | —              | —              | 8      | 2      |
| Totaal  | Totaal     | Totaal         | 220        | 23         | 28    | 5     | 34             | 4              | 282    | 32     |

Bijgewerkt tot en met 26 november 2024.

## Interlandcarrière

### Jeugdinternational
Kadioglu is Nederlands jeugdinternational en nam met het Nederlands voetbalelftal onder 17 deel aan het Europees kampioenschap voetbal mannen onder 17 - 2016. Daar strandde Nederland in de halve finale.
|                       | Jeugdinterlands van Ferdi Kadioglu | Jeugdinterlands van Ferdi Kadioglu | Jeugdinterlands van Ferdi Kadioglu | Jeugdinterlands van Ferdi Kadioglu | Jeugdinterlands van Ferdi Kadioglu |
| Teams                 | Datum                              | Wedstrijd                          | Uitslag                            | Soort Wedstrijd                    | Doelpunten                         |
| Als speler bij N.E.C. | Als speler bij N.E.C.              | Als speler bij N.E.C.              | Als speler bij N.E.C.              | Als speler bij N.E.C.              | Als speler bij N.E.C.              |
| --------------------- | ---------------------------------- | ---------------------------------- | ---------------------------------- | ---------------------------------- | ---------------------------------- |
| Onder 16              | 14 april 2015                      | Nederland – Italië                 | 1 – 0                              | Vriendschappelijk                  |                                    |
| Onder 16              | 16 april 2015                      | Nederland – Italië                 | 2 – 1                              | Vriendschappelijk                  | 67'                                |
| Onder 17              | 9 september 2015                   | Israël – Nederland                 | 2 – 1                              | Vriendschappelijk                  |                                    |
| Onder 17              | 11 september 2015                  | Italië – Nederland                 | 1 – 1                              | Vriendschappelijk                  |                                    |
| Onder 17              | 13 september 2015                  | Duitsland – Nederland              | 2 – 2                              | Vriendschappelijk                  | 58'                                |
| Onder 17              | 22 oktober 2015                    | Wales – Nederland                  | 2 – 1                              | Kwalificatie EK 2016               |                                    |
| Onder 17              | 24 oktober 2015                    | Albanië – Nederland                | 0 – 5                              | Kwalificatie EK 2016               |                                    |
| Onder 17              | 27 oktober 2015                    | Zwitserland – Nederland            | 1 – 4                              | Kwalificatie EK 2016               |                                    |
| Onder 17              | 5 februari 2016                    | Duitsland – Nederland              | 1 – 0                              | Vriendschappelijk                  |                                    |
| Onder 17              | 7 februari 2016                    | Portugal – Nederland               | 1 – 1                              | Vriendschappelijk                  |                                    |
| Onder 17              | 6 mei 2016                         | Spanje – Nederland                 | 2 – 0                              | EK 2016                            |                                    |
| Onder 17              | 9 mei 2016                         | Italië – Nederland                 | 0 – 1                              | EK 2016                            |                                    |
| Onder 17              | 12 mei 2016                        | Servië – Nederland                 | 0 – 2                              | EK 2016                            |                                    |
| Onder 17              | 15 mei 2016                        | Zweden – Nederland                 | 0 – 1                              | EK 2016                            |                                    |
| Onder 17              | 18 mei 2016                        | Portugal – Nederland               | 2 – 0                              | EK 2016                            |                                    |
| Onder 18              | 1 september 2016                   | Nederland – Denemarken             | 0 – 0                              | Vriendschappelijk                  | 30'                                |
| Onder 18              | 7 oktober 2016                     | Italië – Nederland                 | 2 – 2                              | Vriendschappelijk                  |                                    |
| Onder 18              | 11 november 2016                   | Ierland – Nederland                | 0 – 0                              | Vriendschappelijk                  |                                    |
| Onder 18              | 14 november 2016                   | Duitsland – Nederland              | 2 – 1                              | Vriendschappelijk                  |                                    |
| Onder 19              | 23 maart 2017                      | Nederland – Finland                | 1 – 0                              | Kwalificatie EK 2017               |                                    |
| Onder 19              | 25 maart 2017                      | Nederland – Oekraïne               | 2 – 0                              | Kwalificatie EK 2017               | 80' 88'                            |
| Onder 19              | 28 maart 2017                      | Griekenland – Nederland            | 0 – 0                              | Kwalificatie EK 2017               |                                    |
| Onder 19              | 3 juli 2017                        | Duitsland - Nederland              | 1 - 4                              | EK 2017                            |                                    |
| Onder 19              | 6 juli 2017                        | Engeland - Nederland               | 1 - 0                              | EK 2017                            |                                    |
| Onder 19              | 9 juli 2017                        | Bulgarije - Nederland              | 1 - 1                              | EK 2017                            |                                    |
| Onder 19              | 12 juli 2017                       | Portugal - Nederland               | 1 - 0                              | EK 2017                            |                                    |
| Onder 19              | 30 augustus 2017                   | België - Nederland                 | 2 - 1                              | Vriendschappelijk                  |                                    |
| Onder 19              | 4 september 2017                   | Finland - Nederland                | 0 - 9                              | Vriendschappelijk                  |                                    |
| Onder 19              | 4 oktober 2017                     | Nederland – Malta                  | 3 – 0                              | Kwalificatie EK 2018               | 24' 25'                            |
| Onder 19              | 7 oktober 2017                     | Nederland – Honduras               | 2 – 0                              | Kwalificatie EK 2018               |                                    |
| Onder 19              | 10 oktober 2017                    | Slovenië – Nederland               | 2 – 2                              | Kwalificatie EK 2018               | 81'                                |
| Onder 19              | 9 november 2017                    | Nederland – Italië                 | 2 – 1                              | Vriendschappelijk                  |                                    |
| Onder 19              | 21 maart 2018                      | Noorwegen – Nederland              | 1 – 6                              | Kwalificatie EK 2018               | 80'                                |
| Onder 19              | 24 maart 2018                      | Schotland – Nederland              | 2 – 0                              | Kwalificatie EK 2018               |                                    |
| Onder 20              | 6 september 2018                   | Portugal – Nederland               | 0 – 0                              | Onder 20 Elite League              |                                    |
| Onder 20              | 10 september 2018                  | Nederland – Engeland               | 3 – 1                              | Onder 20 Elite League              | 88'                                |
| Onder 21              | 25 mei 2018                        | Bolivia – Nederland                | 1 – 4                              | Vriendschappelijk                  |                                    |
| Onder 21              | 29 mei 2018                        | Paraguay – Nederland               | 1 – 1 (3 – 5 n.s.)                 | Vriendschappelijk                  |                                    |
| Onder 21              | 16 oktober 2018                    | Nederland – Oekraïne               | 3 – 0                              | Kwalificatie EK 2019               |                                    |
| Onder 21              | 16 november 2018                   | Duitsland – Nederland              | 3 – 0                              | Vriendschappelijk                  |                                    |
| Onder 21              | 24 maart 2019                      | Verenigde Staten – Nederland       | 0 – 0                              | Vriendschappelijk                  |                                    |
| Onder 21              | 31 mei 2019                        | Nederland – Mexico                 | 5 – 1                              | Vriendschappelijk                  |                                    |
| Onder 21              | 10 september 2019                  | Nederland – Cyprus                 | 5 – 1                              | Kwalificatie EK 2021               |                                    |
| Onder 21              | 15 oktober 2019                    | Noorwegen – Nederland              | 0 – 4                              | Kwalificatie EK 2021               |                                    |
| Onder 21              | 14 november 2019                   | Gibraltar – Nederland              | 0 – 6                              | Kwalificatie EK 2021               |                                    |
| Onder 21              | 19 november 2019                   | Nederland – Engeland               | 2 – 1                              | Vriendschappelijk                  |                                    |
| Onder 21              | 4 september 2020                   | Wit-Rusland – Nederland            | 0 – 7                              | Kwalificatie EK 2021               |                                    |
| Onder 21              | 8 september 2020                   | Nederland – Noorwegen              | 2 – 0                              | Kwalificatie EK 2021               |                                    |
| Onder 21              | 8 oktober 2020                     | Nederland – Gibraltar              | 5 – 0                              | Kwalificatie EK 2021               | 40'                                |
| Onder 21              | 13 oktober 2020                    | Cyprus – Nederland                 | 0 – 7                              | Kwalificatie EK 2021               |                                    |
| Onder 21              | 27 maart 2021                      | Duitsland – Nederland              | 1 – 1                              | EK 2021                            |                                    |
| Onder 21              | 30 maart 2021                      | Nederland – Hongarije              | 6 – 1                              | EK 2021                            |                                    |
| Onder 21              | 31 mei 2021                        | Nederland – Frankrijk              | 2 – 1                              | EK 2021                            |                                    |
| Onder 21              | 3 juni 2021                        | Nederland – Duitsland              | 1 – 2                              | EK 2021                            |                                    |

### Turks nationaal voetbalelftal
Op 3 januari 2022 maakte Ferdi na lange tijd nadenken bekend te kiezen voor het nationale elftal van Turkije. Hij debuteerde in een UEFA Nations League 2022/23 Divisie C wedstrijd tegen de Faeröer. Op 18 november 2023 scoorde hij in een oefenwedstrijd met Duitsland (3-2 overwinning) zijn eerste doelpunt voor Turkije. 
Hij werd opgenomen in de definitieve selectie voor het EK 2024. Het was zijn eerste eindtoernooi met Turkije. Hij miste geen minuut in de vijf wedstrijden die Turkije dat seizoen speelde, waaronder in de met 2-1 verloren kwartfinale van zijn geboorteland Nederland. Hij werd daarmee de vijftiende 'Nederlander' die namens een ander land tegen Nederland speelde na onder meer Earnest Stewart, Sergiño Dest (Verenigde Staten), Quincy Owusu-Abeyie (Ghana), Nordin Amrabat, Karim El Ahmadi, Mbark Boussoufa (Marokko), Deniz Türüç, Halil Dervişoğlu, Orkun Kökçü en Oğuzhan Özyakup (Turkije) .
|     | Interlands van Ferdi Kadioglu voor Turkije | Interlands van Ferdi Kadioglu voor Turkije | Interlands van Ferdi Kadioglu voor Turkije | Interlands van Ferdi Kadioglu voor Turkije | Interlands van Ferdi Kadioglu voor Turkije |
| Nr. | Datum                                      | Wedstrijd                                  | Uitslag                                    | Soort Wedstrijd                            | Doelpunten                                 |
|     | Als speler bij Fenerbahçe SK               | Als speler bij Fenerbahçe SK               | Als speler bij Fenerbahçe SK               | Als speler bij Fenerbahçe SK               | Als speler bij Fenerbahçe SK               |
| --- | ------------------------------------------ | ------------------------------------------ | ------------------------------------------ | ------------------------------------------ | ------------------------------------------ |
| 1.  | 4 juni 2022                                | Turkije – Faeröer                          | 4 – 0                                      | Nations League 2022/23                     |                                            |
| 2.  | 7 juni 2022                                | Litouwen – Turkije                         | 0 – 6                                      | Nations League 2022/23                     |                                            |
| 3.  | 11 juni 2022                               | Luxemburg – Turkije                        | 0 – 2                                      | Nations League 2022/23                     |                                            |
| 4.  | 14 juni 2022                               | Turkije – Litouwen                         | 2 – 0                                      | Nations League 2022/23                     |                                            |
| 5.  | 22 september 2022                          | Turkije – Luxemburg                        | 3 – 3                                      | Nations League 2022/23                     |                                            |
| 6.  | 25 september 2022                          | Faeröer – Turkije                          | 2 – 1                                      | Nations League 2022/23                     |                                            |
| 7.  | 16 november 2022                           | Turkije – Schotland                        | 2 – 1                                      | Vriendschappelijk                          |                                            |
| 8.  | 25 maart 2023                              | Armenië – Turkije                          | 1 – 2                                      | Kwalificatie EK 2024                       |                                            |
| 9.  | 28 maart 2023                              | Turkije – Kroatië                          | 0 – 2                                      | Kwalificatie EK 2024                       |                                            |
| 10. | 16 juni 2023                               | Letland – Turkije                          | 2 – 3                                      | Kwalificatie EK 2024                       |                                            |
| 11. | 19 juni 2023                               | Turkije – Wales                            | 3 – 0                                      | Kwalificatie EK 2024                       |                                            |
| 12. | 12 oktober 2023                            | Kroatië – Turkije                          | 0 – 1                                      | Kwalificatie EK 2024                       |                                            |
| 13. | 15 oktober 2023                            | Turkije – Letland                          | 4 – 0                                      | Kwalificatie EK 2024                       |                                            |
| 14. | 18 november 2023                           | Duitsland – Turkije                        | 2 – 3                                      | Vriendschappelijk                          | 38'                                        |
| 15. | 21 november 2023                           | Wales – Turkije                            | 1 – 1                                      | Kwalificatie EK 2024                       |                                            |
| 16. | 18 juni 2024                               | Turkije – Georgië                          | 3 – 1                                      | EK 2024                                    |                                            |
| 17. | 22 juni 2024                               | Turkije – Portugal                         | 0 – 3                                      | EK 2024                                    |                                            |
| 18. | 26 juni 2024                               | Tsjechië – Turkije                         | 1 – 2                                      | EK 2024                                    |                                            |
| 19. | 2 juli 2024                                | Oostenrijk – Turkije                       | 1 – 2                                      | EK 2024                                    |                                            |
| 20. | 6 juli 2024                                | Nederland – Turkije                        | 2 – 1                                      | EK 2024                                    |                                            |

## Privé
Kadıoğlu heeft een Turkse vader en een Nederlandse moeder die geboren is in Canada.